# الدراكسة
الدراكسة قرية تقع في مركز منية النصر بمحافظة الدقهلية، في مصر، تطل على مياه نهر النيل

## الموقع
- تقع قرية الدراكسه غرب مدينة منية النصر[2]
- المسافة بينها وبين مدينة المنصوره حوالى 30 كم وبينها وبين القاهره 160كم تقريباُ[2]
- الدراكـسـة يفصل بينها وبين قرية ميت الخولى مؤمن مياه النيل[2]
- بطول جنوبها الطريق الذي يصل مركز منية النصر ومراكز شمال محافظة الدقهليه بمدينتى المنصوره والقاهرة

## مظاهر السطح
- الاراضى الزراعيه تتركز شمال وغرب القرية وهي قريه زراعية و تجاريه[2]
- المبانى تشكل نصف مساحة القرية تقريباً

## المبانى

### المؤسسات العامة
أبرز المؤسسات:
- نادى الدراكسة الرياضي
- الوحدة الصحية
- مبنى الشؤون الاجتماعية
- مركز الشباب
- مكتب البريد

### المـساجد
يوجد بالدراكسة العديد من المساجد منها:
- المسجد الكبير
- مسجد الباشا
- مسجد الأشراف
- مسجد النصر
- مسجد الـهجرة
- مسجد أبي بكر الصديق
- مسجد عثمان بن عفان
- مسجد عمر بن الخطاب
- مسجد النادي
- مسجد علي بن أبي طالب
- مسجد خالد بن الوليد

### المدارس
تحتوي الدراكسة على أربعة مدارس ومعاهد أزهرية:
- المعهد الازهري ( ابتدائي واعدادي وثانوي) الذي يشتهر بتخرج أوائل الجمهوريه منه
- مدرسة محمود الشناوي (الابتدائية)
- مدرسة مصطفى الامام (الابتدائية)
- مدرسة محمود حسنين (الابتدائية)
- مدرسة مصطفى حكم (الاعدادية)

## الشوارع
تتكون من شوارع عديده أبرزها:
- شارع داير الناحية يبدأ من المساكن الشعبية ويمر بمسجد الأشراف ثم مسجد النصر وينتهي عند مدرسة محمود الشناوي الابتدائية، ولطوله تم تقسيمه لعدة شوارع معروفه بين الناس وهي ( شارع المساكن، شارع الزاوية، شارع الزوايته، شارع مدرسة الشناوى )
- شارع الجزار: شارع بطول أكثر من 1 كيلو متر مما يجعله شارع طويل جدا ويحوى مبانى عامة مثل مبنى الشؤون الاجتماعية
- شارع الزاوية: شارع تجاري ويتوسطه مسجد الأشراف
- شارع المساكن: وهو مدخل من مداخل القرية وشارع تجارى متصل بشارعى النيل والزاوية
- شارع النيل: ويمتد بطول القرية الجنوبي يبدأ خلف مكتبة الشناوي مرورًا بالمسجد الكبير ومعهد الدراكسة الأزهري ومركز الشباب ومدرسة مصطفى حكم حتى التحامه بشارع الجزار
- شارع أبي بكر الصديق: طوله أكثر من 850 متر مما يجعله شارع طويل، فيه مسجد أبو بكر الصديق ومطاحن للقمح و مدرسة محمود حسنين الابتدائيه
- شارع مجمع المحاكم: ينقسم شارع المحكمة لاتجاهين إحداهما تابع لمنية النصر ويضم مستشفى منية النصر المركزي ومجمع المحاكم أما الثاني فتابع للدراكسة ويضم محلات تجارية كثيرة منها فرع النساجون الشرقيون وفرع فودافون ويفصل بين الاتجاهين حدائق صغيرة.

## المعالم
- سور الأشجار يُعد ممشى طويل (230 متر)، يطل على الأشجار التي زُرِعت على ضفتى النهر وعلى حافتي الطريق ويطل كذلك على الأراضي الزراعية الخضراء ويوجد أمام المسجد الكبير وهي منطقة عالية عن سطح الأرض.
- نادى الدراكسة الرياضي.
- ملاعب الدراكسة لكرة القدم.